# Atalaia (Ananindeua)
Coordenadas:1.3943° S, 48.4263° W
O bairro Atalaia é um dos bairros na zona oeste da cidade de Ananindeua, no estado do Pará, Brasil. Ananindeua, parte da Região Metropolitana de Belém.

## História e Origem do Nome
O nome "Atalaia" deriva do termo árabe "atalaya," que significa "torre de vigia" ou "posto de observação." Esse nome pode ter sido escolhido em referência à localização estratégica do bairro ou à ideia de vigilância e proteção. O bairro periférico teve origem como parte de um plano habitacional implementado nas décadas de 1970 e 1980. O projeto foi iniciado para fornecer moradia acessível e infraestrutura básica para uma população em crescimento. A expansão do bairro ao longo dos anos refletiu não apenas o aumento da população, mas também melhorias na infraestrutura urbana.

## Desenvolvimento Urbano
- O bairro passou por um significativo desenvolvimento urbano ao longo dos anos, com iniciativas voltadas para melhorar sua infraestrutura e qualidade de vida dos moradores. Teve obras em 2022,[1] 2023[2] e 2024[3] voltadas a melhorias do asfalto.

## Infraestrutura e Serviços
Atualmente, o bairro Atalaia dispõe de uma variedade de serviços e infraestruturas que atendem às necessidades de seus habitantes. Entre os serviços disponíveis, destacam-se:
- Educação: O bairro conta com escolas públicas e particulares que oferecem ensino de qualidade para crianças e adolescentes da região.[4]
- Saúde: Há postos de saúde e clínicas que fornecem atendimento médico básico e especializado.[5]
- Comércio: O comércio local é diversificado, com supermercados, farmácias, lojas de conveniência e outros estabelecimentos que facilitam o dia a dia dos moradores.[6]

## Cultura e Lazer
A comunidade do Atalaia é conhecida por sua vivacidade cultural. Existem várias iniciativas locais que promovem a cultura e o lazer, incluindo:
- Eventos Comunitários: Festas e eventos culturais são organizados regularmente, fortalecendo os laços entre os moradores.[7]
- Segurança: A segurança do bairro é uma preocupação importante para seus moradores e autoridades locais. O bairro tem visto esforços contínuos para melhorar a vigilância e implementar medidas preventivas, visando garantir um ambiente seguro para todos. Iniciativas como aumento do policiamento, instalação de câmeras de vigilância e parcerias com a comunidade têm sido implementadas para reduzir a criminalidade e promover a tranquilidade dos residentes.[8]

## Ver Também
- Ananindeua
- Região Metropolitana de Belém